# Vietcong 2
Vietcong 2 — компьютерная игра в жанре тактического шутера от первого лица для PC. Разработана компаниями Pterodon, Illusion Softworks и опубликована 2K Games в октябре 2005 года. Это игра является сиквелом Vietcong.

## Сюжет
В игре две кампании — США и Вьетнам.

### США
В первой кампании игрок принимает на себя роль капитана КОВПВ армии США Дугласа Буна, который сопровождает американского журналиста, который делает материал о праздновании традиционного местного Нового года в Хюэ во время перемирия.
События начинают стремительно развиваться, когда непосредственно во время праздничного фуршета в мэрии город подвергается нападению вьетконговцев — началось крупномасштабное наступление, названное впоследствии Тетским. Главный герой проходит через четырнадцать различных локаций, а в самом конце участвует в штурме Императорского дворца в Хюэ.

### Вьетнам
Вторая кампания, где игрок выступает на стороне Вьетконга, повествует о приключениях молодого новобранца армии Северного Вьетнама. Он сражается с армией Южного Вьетнама среди рисовых полей и джунглей вокруг своей деревни, по прошествии некоторого времени становясь сержантом во время мятежа в Хюэ, и штурмует Императорский дворец. Эта кампания, особенно её начало, в большей степени похожи на первую часть игры.

## Отзывы
| Сводный рейтинг | Сводный рейтинг |
| Агрегатор       | Оценка          |
| --------------- | --------------- |
| GameRankings    | 59,13 %         |